# World Boxing Council
World Boxing Council (også kaldet WBC) er et bokseforbund, der autoriserer professionelle boksekampe om VM-titler i de enkelte vægtklasser indenfor boksesporten.
WBC blev grundlagt den 14. februar 1963 i Mexico på initiativ af den mexicanske præsident Don Adolfo López Mateos. Bokseforbundet blev etableret som en modvægt til det på daværende tidspunkt nyetablerede bokseforbund World Boxing Association. Bag etableringen stod 11 nationer: USA, Argentina, Storbritannien, Frankrig, Mexico, Filippinerne, Panama, Chile, Peru, Venezuela og Brasilien. På trods af det stærke sydamerikanske islæt blandt de stiftende nationer, havde WBC i starten tætte bånd til det europæiske forbund EBU.
Etableringen af WBC betød i praksis, at boksesporten fra dette tidspunkt ikke længere havde én generelt anerkendt verdensmester, men derimod to, en situation der varede i ca. 20 år, indtil der opstod adskillige andre bokseforbund, der hver især anerkendte andre boksere som verdensmestre. WBC blev fra sin grundlæggelse anerkendt som et ”reelt” bokseforbund, og anses i dag som værende et af de fire ”store” forbund; de øvrige er WBA, IBF og WBO.
WBC var i perioden fra 1975 til 2014 ledet af den karismatiske mexicaner Jose Sulaimán, der gennem årene har udøvede en betydelig indflydelse på bokseforbundets dispositioner.
WBC har siden etableringen anerkendt VM-kampe for herrer. I dag anerkendes tillige VM-kampe for kvinder og for ungdomsboksere. I tillæg til disse titler arrangerer WBC også titelkampe om såkaldt internationale titler og regionale titler. I alt arrangeres 14 forskellige titler i hver vægtklasse.

## Kritik
WBC og Sulaimán har som de øvrige bokseforbund været udsat for massiv kritik og beskyldninger om korruption. Særlig har WBC’s og Sulaimáns tætte forbindelser til den amerikanske boksepromotor Don King været udsat for stærk kritik, uden at det tætte parløb mellem Don King og WBC dog har medført væsentlige konsekvenser for bokseforbundet.
Mere alvorligt for WBC var det imidlertid, da den tyske bokser Graciano Rocchigiani i en retssag anlagt mod bokseforbundet i 1993 blev tilkendt en erstatning på 30 millioner USD som følge af WBC’s massive overtrædelse af egne regler, da forbundet fratog tyskeren VM-titlen i letsværvægt. Som en konsekvens af dommen trådte WBC i betalingsstandsning, der var tæt på at ende med en egentlig konkurs, der imidlertid blev afværget, da Rocchigiani indgik forlig med forbundet.